# Bon Jovi
Бон Џови (енгл. Bon Jovi) је амерички рок бенд из Њу Џерзија основан 1983. године.
Вођен од главног певача и творца имена бенда Џон Бон Џовија, бенд је оригинално остварио велики успех 1980-их као метал бенд. Бон Џови се доказао као пуно трајнија од већине група тако етикетираних, спајајући елементе хард рока, хер метала, хартленд рока, и стила „МТВ Анплагд“ да би одржали комерцијално успешну каријеру и дубоко у 2000-има.
Бон Џови су продали више од 40 милиона албума у Сједињеним Америчким Државама, и преко 120 милиона албума широм света, а свирали су уживо концерте у већим градовима у Азији, Европи, Аустралији, Канади, Јужној Африци, и Јужној Америци, уз додатак великог броја градова у САД.

## Оснивање бенда
Главни певач Џон Бон Џови почео је свирати клавир и гитару у тринаестој години, узимајући лекције код свог суседа. У тој истој доби, Бонџови је основао свој први музички састав, назван Рејз. Џон се уписао у мушку Католичку школу St. Joseph High School у Метикену (Њу Џерзи), али ју је напустио након преклињања родитеља; желео је похађати државну школу. Кренуо је на наставу у Sayreville War Memorial High School.
У шеснаестој години Бон Џови упознаје Дејвида Брајана и оснива 12-члани састав с њим под именом Atlantic City Expressway. Свирали су у клубовима по Њу Џерзију, иако су били малолетни. Још увијек у тинејџерским годинама, Бонџови је свирао у саставу John Bongiovi and the Wild Ones, свирајући у клубовима Њу Џерзија као што је The Fast Lane и отварајући наступе познатим извођачима у том подручју.
До лета 1982, завршио је школу и радио скраћено радно време, један од послова био му је у трговини ципелама, Џон се запослио у Power Station Studios, дискографском студију на Менхетну чији је сувласник био његов рођак, Тони Бонџови. Бонџови је снимио неколико демо-снимака (укључујући ону коју је продуцирао Били Сквајер) и послао их многим дискографским кућама, али није било никаквог резултата.
Године 1983, Бонџови је посетио локалну радио-станицу WAPP 103.5FM „The Apple“ u Лејк Саксесу (Њујорк). Разговарао је директно са ди-џејем Чипом Хобартом, који је предложио Бонџовију да WAPP укључи његову песму Runaway на компилацијски албум локалних непознатих талената. Бонџови је био неодлучан, али с временом дао им је песму у којој је користио студијске музичаре да свирају на песми Runaway, која је написана 1980-их. Студијски музичари који су помогли при снимању пјесме Runaway били су познати као The All Star Review. То су били:
- Дејв Сабо (гитара)
- Тим Пирс (гитара)
- Рој Битан (клавијатуре)
- Френки Ларока (бубњеви)
- Хју Макдоналд (бас-гитара)

Песма се почела свирати у подручју њујоршког метроа, а онда су остале сестринске станице на великим тржиштима почеле свирати ту песму. Одједном, све дискографске компаније су покушавале сазнати ко је тај уметник без уговора. WAPP је припремао наступ; Бонџовију је сада био потребан састав. Они који ће ускоро постати чланови бенда прошли су његовим путем ранијих дана, али тренутни поредак није се пронашао до марта 1983. Бонџови је назвао Дејвид Брајана, који је затим назвао Алека Џона Сача и Тикоа Тореса.
Изабран да свира водећу гитару био је Бонџовијев сусед, Дејв Сабо (познатији као Змија), који је касније основао групу Скид Роу. Једну ноћ након наступа, Ричи Самбора је пронашао Бонџовија иза позорнице и рекао му да би он требало да буде гитариста. Бонџови га је отписао и није баш размишљао о томе, али рекао му је да научи материјал и појави се на пробама. Самбора је дошао раније и знао је материјал, па је Бонџови био импресиониран; у том тренутку, Самбора је постао водећи гитариста састава и музички динамични двојац је рођен.
Прије доласка у групу, Самбора је путовао на турнејама са Џо Кокером, свирао са групом имена Мерси и управо је био позван на аудицију за Кис. Такође је свирао на Месиџ. Месиџ су оригинално потписали за дискографску кућу Лед зепелина, иако албум никада није био објављен.
Тико Торес је био такође искусан музичар, снимао је са Мајлсом Дејвисом и са Чаком Беријем.
Дејвид Брајан био је природни избор. Напустио је састав који су он и Бонџови основали и вратио се на колеџ на учење за медицину. Док је још био на колеџу, схватио је да се жели бавити музиком све вријеме, напокон је био примљен у Juilliard School, приватну музичку школу у Њујорку. Када је Бонџови назвао свог пријатеља и рекао му да саставља бенд, а постојала је нада и да дискографски уговор постане стварност, Брајан је пратио Бонџовијеве трагове.

## Награде
- 1987: : Најбоља изведба на позорници.
- 1988: : Омиљени Поп/Рок бенд, дует или група
- 1991:  почасна награда
- 1995: : Најбоље продавани рок састав године.
- 1995: : Најбољи рок
- 1996: : Најбољи међународни бенд
- 2001: : видео-спот године ""
- 2002: : најбољи наступ уживо
- 2004:
- 2005: Дијамантна награда на World Music Awards за продају 100 милиона албума
- 2007:  за најбољу рок песму ""
- 2007:  за песму ""